# جالیگنی-سور-بسبر
جالیگنی-سور-بسبر (به فرانسوی: Jaligny-sur-Besbre) یک کمون (فرانسه) در فرانسه است که در canton of Jaligny-sur-Besbre واقع شده‌است. جالیگنی-سور-بسبر ۹٫۶۳ کیلومتر مربع مساحت دارد ۲۴۵ متر بالاتر از سطح دریا واقع شده‌است.